# Quatre pièces sur jardin
Quatre pièces sur jardin est une pièce de théâtre de Pierre Barillet et Jean-Pierre Grédy créée en 1968 au Théâtre des Bouffes-Parisiens.
Création au Théâtre des Bouffes-Parisiens en 1968.
- Mise en scène : Jacques Charon
- Personnages et interprètes :
  - Charlotte - Betty - Irène - Georgette : Sophie Desmarets
  - Maurice - Bob - Le peintre - Marcel : Jean Richard
  - Charlotte - Betty - Irène - Georgette : Anne Vernon
  - 1er déménageur - Joël - Jean-Loup : Georges Mansart
  - 2e déménageur - L'agent immobilier - L'installateur de télévision : Jean Valmence
  - Jessica - la petite bonne : Bernadette Robert

Le texte de la pièce a été publié par L'Avant-scène théâtre (no 425, 1967).